# Walter Steinfatt
Walter Steinfatt (* 23. Dezember 1900 in Schwerin; † 1988) war ein deutscher Pädagoge. Er unterrichtete von 1931 bis 1945 an verschiedenen Seefahrtschulen und engagierte sich nach Kriegsende für die Wiedereröffnung der Schifffahrtsschule im mecklenburgischen Wustrow.

## Leben

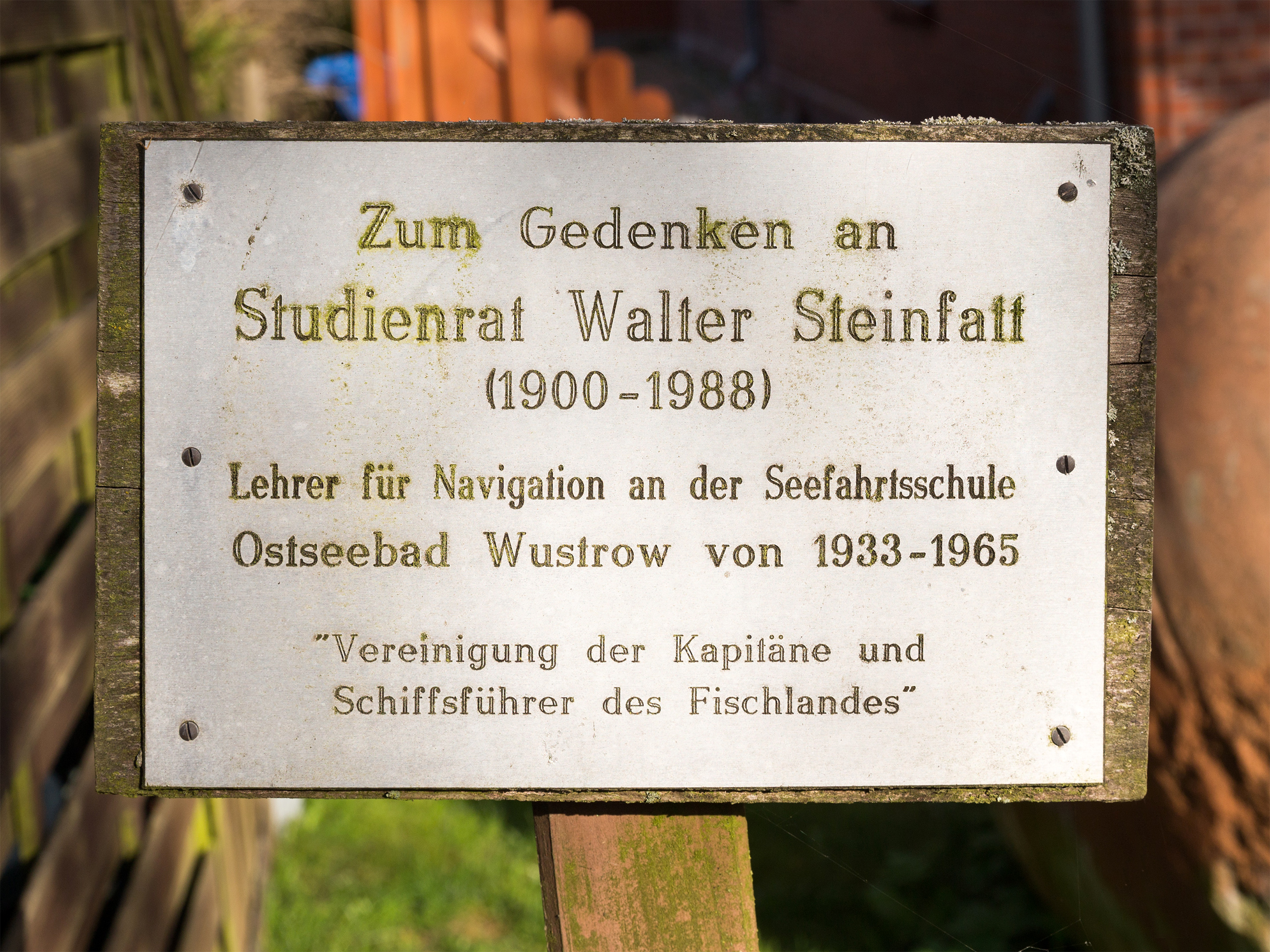
Gedenktafel in Wustrow

Walter Steinfatt besuchte das Realgymnasium in Schwerin und legte dort 1918 das Abitur ab. Nach seinem Kriegsdienst im Ersatzbataillon des Großherzoglich Mecklenburgischen Grenadier-Regiments Nr. 89 begann er 1919 ein Mathematik- und Physikstudium an der Universität Rostock und der Universität Kiel. Nach der 1924 abgelegten Staatsprüfung folgte 1926 die pädagogische Prüfung, bevor er von 1927 bis 1931 als Studienassessor in Wismar tätig war. Walter Steinfatt begann 1932 seine Tätigkeit als Studienrat an der Seefahrtschule Wustrow die erst im Jahre 1965 endete.
Walter Steinfatt starb im Jahr 1988. Sein Grab befindet sich auf dem Friedhof Wustrow (Ostseebad).

## Veröffentlichungen
- 1954: Funknavigation für die Schiffahrt
- 1962: Nautische Astronomie
- 1969: Astronomische Navigation
- 1979: Leitfaden der Navigation: Astronomische Navigation